# 梅瑟蒂德菲尔
梅瑟蒂德菲尔（英語：Merthyr Tydfil，常简称为Merthyr（梅瑟））是英国威尔士南部的一个城市，同时也是梅瑟蒂德菲爾郡級自治市的首府，面积共111平方公里，人口为58,800人，17.7％的人使用威尔士语。在工业革命期间崛起，一度成为威尔士最大的城市，境内拥有许多工业遗产。

## 历史

### 从上古到工业革命前

#### 上古时代
考古记录从公元前1000年左右的凯尔特人开始。从他们的语言中发展出了威尔士语，铁器时代出现山丘营寨（hillforts）。据罗马侵略者的史学家塔西佗（Tacitus）说，居住在威尔士南部的部落被称为西勒人（Silures）。

#### 罗马入侵
公元47-53年左右，罗马人到达威尔士，并建立了一个由堡垒组成的驻军网络并用道路连接起来。为了巩固征服，他们不得不进行艰苦的战斗。公元74年，他们在佩尼达伦（Penydarren）建造了一座辅助堡垒，俯瞰塔夫河。它占地约三公顷，构成了道路和防御工事网络的一部分；近现代时，人们在梅瑟足球俱乐部的足球场下发现了遗迹。一条道路由北向南贯穿该地区，通过布雷肯连接南部海岸与中威尔士和沃特林街。这条路和其他道路的一部分，包括Sarn Helen，都可以被步行。
Silures人从他们的山地堡垒上激烈抵抗了这次入侵，但罗马人最终取得了胜利。随着时间的推移，当地开始逐渐归向和平。到公元120年左右，佩尼达伦要塞被弃守。这对当地的经济打击巨大，因为本地经济基本依赖牛肉和谷物以及从沿海地区进口的生蚝等物品来供应要塞开销。在罗马军团驻扎时代，他们与当地的妇女通婚，许多退居二线的老兵在当地的农场上定居。
随着罗马帝国的衰落，罗马军团在公元380年左右撤离。到了公元402年，英国的军队主要由日耳曼军队和当地的新兵组成，军队的精锐已经撤到了欧洲大陆。在这一时期的某个时候，爱尔兰的达尔里亚丹人（苏格兰人）和皮科特人进攻并攻破了哈德良城墙。在4世纪和5世纪期间，坎布里亚（威尔士）的海岸也被爱尔兰海盗袭击，和英国南部和东部海岸遭到来自北海对面的撒克逊海盗的袭击一样。大约在5世纪中叶，爱尔兰人在斯旺西、高尔半岛和彭布罗克郡一带建立了爱尔兰人的定居点，最终在内陆的布雷肯等地建立了小王国。到了公元490年，成群的撒克逊人入侵英国东部或低地英国，当地人只能任由他们自己去抵抗这些新的入侵者。

#### 基督教传入
在罗马军队撤出之前，拉丁语和一些罗马习俗和文化就已经形成。基督教的宗教是由罗马人在威尔士的大部分地区传入的，但在当地可能是后来由爱尔兰和法国的僧侣从爱尔兰和法国传入，他们沿着河流和山谷进入该地区。

##### 当地的传说
当地的传说是，一个叫Tydfil的女孩，是当地一个叫Brychan的酋长的女儿，是当地人早期信奉基督教的人，在前往Aberfan的Hafod Tanglwys（当地的一个农场，至今仍被占用）的时候，被一群掠夺的皮科特人和撒克逊人追杀。公元480年左右，这名女孩死后被视为殉道者。"Merthyr "在英语中译为 "殉道者"，传统的说法是，当小镇建立时，这个名字就是为了纪念她而取的。人们在她的传统葬地上建起了一座教堂。

#### 诺曼人
几百年来，塔夫河的河谷内林木繁茂，山坡上有一些零散的农场。诺曼人征服英格兰后，诺曼贵族们纷纷迁入占地。但到1093年，他们只占领了低地，高地仍由当地的威尔士统治者掌握。贵族们和威尔士君王的后裔家族之间发生了冲突，威尔士边区冲突不断。在这期间，莫莱斯城堡在小镇以北两英里处建起了莫莱斯城堡。

#### 中世纪早期的默瑟尔
直到中世纪之前，这里还没有形成永久性的定居点。人们继续自给自足，靠种田为生，后来靠贸易为生。Merthyr不过是一个村庄而已。在伊丽莎白时期，该教区曾有一家铁厂，但最迟在1640年代初期就消失了。1754年，山谷里几乎全是牧羊人居住。农产品在一些市场和集市上进行交易，特别是道莱斯（Dowlais）上的Waun集市。

### 工业革命

#### 冶铁工业的发展
梅瑟靠近铁矿、煤矿、石灰石矿、木材和水源，是理想的炼铁厂所在地。自都铎时期起，南威尔士的一些地方就开始进行小规模的铁矿加工和煤矿开采，但在工业革命之后，对铁的需求导致了默瑟尔的铁矿业务迅速扩张。到了革命的高峰期，默瑟尔地区拥有世界上最大的四个炼铁厂。Dowlais、Plymouth、Cyfarthfa和Penydarren，这些公司主要由Guest家族和Crawshay家族这两个家所拥有。这两个家族为他们的工人建了学校。
从17世纪40年代末开始，梅瑟尔地区内的土地逐渐被租借，用于冶炼铁器，以满足日益增长的需求，小冶铁炉也在南威尔士州各地不断增加。到了1759年，在约翰-怀特（John Guest）的管理下，道莱斯铁厂成立。这家公司后来成为道莱斯钢铁公司，也是该地区最早的大型工厂。在道莱斯的成功之后，Guest从普利茅斯伯爵那里得到了一份租约，用来建造普利茅斯铁厂。然而，这次投资不那么成功，直到1763年一位 "坎伯兰的铁匠Anthony Bacon来到这里，他以每年100英镑的价格租下了一块8英里乘5英里的土地，并在此基础上创办了Cyfarthfa铁厂，同时还买下了普利茅斯工厂。1786年安东尼-培根去世后，工厂的所有权传给了培根的儿子们，由他们的经理人理查德-希尔和理查德-克劳希分得。希尔现在拥有普利茅斯铁厂，克劳谢拥有赛法思法的工厂。第四个铁厂是Penydarren，由Francis Homfray和他的儿子Samuel Homfray在1784年建造的Penydarren铁厂。
由于从Cyfarthfa出口货物的需要，格拉摩根郡运河开始修建，从他们的工厂沿河谷直达卡迪夫湾，刺激了沿途的其他企业。
在19世纪的头几十年里，Cyfarthfa（和邻近的Dowlais）的铁厂不断扩大，在其最鼎盛时期，它们是世界上产量最高的铁厂。1844年，单单一个铁厂，就满足了横跨俄国到西伯利亚的铁路所需要的全部5万吨钢轨。
随着默瑟尔工业的发展，几家铁路公司建立了连接工厂与港口和英国其他地区的铁路线路。这些公司包括Brecon和Merthyr铁路、Vale of Neath铁路、Taff Vale铁路和Great Western铁路。它们经常共用路线，以便通过崎岖不平的山路进入煤矿和铁厂，这给工程上带来了巨大的挑战。根据大卫-威廉姆斯的说法，1804年，世界上第一台铁路蒸汽机车 "铁马"，由康奈斯工程师理查德-特雷维蒂克研制的 "铁马"，在新的默瑟尔电车道上拉着10吨重的铁水，载着乘客从佩尼达伦（Penydarren）到奎克场（Quakers Yard），他还声称这是 "第一条'铁路'，乔治-史蒂芬森的工作只是在此基础上的改进"。斯旺西国家水边博物馆里有一台这台机车的复制品。有轨电车穿过可以说是世界上最古老的铁路隧道，其中的一部分可以在小镇下端的Pentrebach路旁看到。对铁的需求也被皇家海军和后来的铁路所刺激，因为皇家海军需要大炮来制造舰船，而铁路也是如此。1802年，海军上将纳尔逊勋爵（Admiral Lord Nelson）到访默瑟尔，见证了大炮的制造过程。
1850年，托马斯-卡莱尔（Thomas Carlyle）在访问梅瑟尔时写道："镇上到处都是“我从未见过的造物，他们不受引导，勤劳，凶猛，长相悲惨。啊，我啊! 这就像地狱的景象，而且永远不会离开我，这些可怜的生物在汗水和泥土中煎熬，在他们的熔炉、坑和轧机中，这些可怜的生物”。

#### 梅瑟赤那
赤那（China）是Merthyr Tydfil的Pont-Storehouse地区的贫民窟的名字。赤那的居民被看作是一个单独的群体，外界人们不愿与之往来。一个人是不是赤那人从他们的生活方式和外貌上即可以明显地辨认出来。历史学家Keith Strange在他的文章《寻找天上帝国》中，将赤那与利物浦、诺丁汉和德比地区进行了比较，并指出，这个地区和那些 "小sodoms "一样糟糕，甚至比那些 "小sodoms "还差。
这个地区的住房条件是最差的，赤那是许多人认为的犯罪阶层的家园。这些居民被称为赤那人（Chinese），形成了一个被称为 "赤那帝国"的次生社会。
当时至少有1500人居住在赤那这个贫民窟。贫民窟的居民是社会上最贫穷的人，名声败坏。他们的生活条件在英国是最肮脏的。贫民窟的周围是狭窄的街道，通风不好，到处都是拥挤的房屋，导致疾病缠身。赤那被称为 "小地狱"，因为没有厕所，只有露天的下水道，导致霍乱和伤寒等疾病的发生。虱子很常见，尤其是在贫民窟的狭窄环境中并肩工作和睡觉的工人中。这些条件令到访贫民窟肮脏街道的卫生人员和住房检查员感到担忧。贫民窟中一些最令人难忘和最讨厌的住宅是地窖，这些地窖只是一室或两室的房子，紧挨着，往往住着很多居民。在19世纪，人们只有在买不起更好的东西的情况下才会住在地窖里；或许他们更喜欢住在四壁之内，因为他们有适当的住所，每天都有饭吃。
恶劣的生活条件和贫困导致了赤那犯罪的演变。如果生活水平提高了，也许就不会有那么多的儿童犯罪了。这些儿童中，有的与家人一起生活在这种绝望的环境中，但也有许多无家可归、赤贫的儿童流落街头。许多儿童在很小的时候就被赶出家门，自食其力，更多的儿童因为受到虐待而离家出走。
许多经历过赤那贫民窟生活环境的青少年，从小就在贫困文化中长大，往往把偷盗等刑事犯罪看成是获得正常饮食的唯一途径。这些饭菜是在温暖的牢房里提供的，许多人都不熟悉这种条件。赤那贫民窟的生活条件非常恶劣，对许多被送进监狱的青年罪犯来说，能有固定的饭食和顶天立地的生活条件是对他们正常生活条件的一种改善。

#### 梅瑟起义
工业革命后，从事农业工作的年轻人急剧减少。相反，他们被冶铁等行业的高工资所吸引。1829年，大萧条对默瑟尔产生了强烈的影响。工人的权利并不存在，而突然解雇、减薪和短期工作一直是铁厂们为了实现利润最大化而强加给他们的。市场的突然低迷让铁厂们迅速解雇了多余的工人、削减了工人的工资。工人阶级随即陷入困境，阶级差距扩大了。
1831年，由于了无人情味的讨债、频繁的减薪和垄断定价的工厂商店等因素共同促成了工人起义。一些工人的工资是用特别铸造的硬币或信用纸币支付的，被称为"工厂券"（truck），这些纸币只能在雇主的商店里兑换。许多工人对这些商店所售商品的价格和质量都表示反对。
整个1831年5月，为William Crawshay工作的煤矿工人和其他工人走上了Merthyr Tydfil的街头，呼吁改革，抗议降低工资和普遍失业。
7,000到10,000名工人参加了游行，在4天的时间里，地方官和铁厂主、铁匠头们在城堡酒店被围困，抗议者有效地控制了整个城镇。从布雷肯调来的士兵与暴乱者发生了冲突，双方都有几个人被打死。尽管他们希望能与业主谈判，但技术工人们失去了对运动的控制。骚乱的几个所谓的领导人被逮捕了。其中一个人，俗称迪克-彭德林，因刺伤一名士兵的腿而被绞死，成为当地第一个被称为工人阶级烈士的人。1876年，有人声称，刺伤布莱克的不是刘易斯，而是另一个人伊恩托-帕克，他在事件发生后逃到美国，以避免被起诉。 这些说法从未得到完全证实，尽管整个默瑟尔广泛认同刘易斯是清白的。
最终，《1832年改革法案》通过，提高了工人权益，但是工人阶级仍然十分不满。

#### 工业的萧条
1861年，默瑟尔的人口达到了51,949人，但此后的几年里，默瑟尔的人口逐渐减少。随着19世纪的发展，默瑟尔的内陆位置对铁器生产越来越不利。1859年Penydarren关闭，1880年Plymouth关闭；此后，一些铁工移民到美国甚至乌克兰，1869年默瑟尔工程师John Hughes在那里建立了一个铁厂，并在此过程中创建了新顿涅茨克市。
19世纪70年代，该镇南部的煤炭开采业的出现为当地经济和人口增长注入了新的动力。Merthyr Vale、Treharris和Bedlinog等地的新矿区发展起来，Merthyr的人口在1911年达到了80,990人的高峰。该镇的发展使其在1908年被授予县级行政区的地位。
Cyfarthfa铁厂的衰落就是一个最好的例子。Robert Crawshay("钢铁大王")的行为或不作为可以被视为Cyfarthfa衰落的主要原因。Crawshay家族拒绝进行现代化改造，用新发现的Bessemer工艺代替钢铁生产。这导致工厂在1874年关闭，造成了梅瑟尔的经济困难和失业。
1879年Robert去世后，他的儿子William Thompson Crawshay接管了Cyfarthfa工厂。威廉终于对工厂进行了现代化改造，引进了钢铁生产。然而，直到1882年，工厂才恢复运行。它从未完全跟上时代和其他钢铁生产领域的步伐。1910年，钢铁厂再次关闭。在第一次世界大战期间，该厂曾短暂地卷土重来，但最终于1919年永久关闭。战后，当地的钢铁和煤炭工业开始衰落。到1932年，道莱尔市80%以上的人失业；20世纪20年代和30年代有27,000人从默瑟尔移民，皇家委员会建议取消该镇的县级市镇地位。在第二次世界大战期间，由于战争工业在该地区建立，默瑟尔的命运暂时恢复了。

### 二战之后
第二次世界大战后，几家大公司立即在默瑟尔成立了。1948年10月，美国人拥有的胡佛公司在该镇以南几英里的Pentrebach村开设了一家大型洗衣机工厂和仓库。该工厂是专门为生产胡佛电动洗衣机而建，胡佛公司一度是该镇最大的雇主。后来，辛克莱C5也是在同一家工厂里建造的。
胡佛和其他公司将目标锁定在了默瑟尔，而默瑟尔的煤炭和钢铁业的衰落恰好为新的企业提供了起步和发展的空间。该地区的失业工人数量不断增加，二战后，这其中也包括妇女。当地报纸说“起初有350人就业，到了20世纪70年代中期，这一数字已经上升到近5,000人，使Hoover成为该地区最大的雇主”。
第二次世界大战后，妇女在默瑟尔的就业人数增加是非常显著的，这可以看作是引入了更多的轻工业和消费型企业的结果—这与煤炭和钢铁厂的重工业形成了鲜明的对比，因为当时的煤炭和钢铁厂几乎全是男性劳动力。
其他几家公司也建起了工厂，包括1946年开业的航空部件公司Teddington飞机控制公司，该公司于1946年开业，70年代初关闭。Merthyr Tydfil盲人协会成立于1923年，是该镇最古老的盲人用品制造商。
Cyfarthfa是铁匠威廉-克劳希二世的旧居，是一座富丽堂皇的模拟城堡，现在是一座博物馆。它收藏了许多关于该镇的绘画作品，收藏了该镇工业革命时期的大量文物，还收藏了著名的埃及古墓文物，包括几具石棺。
1992年，在Merthyr Tydfil测试一种新的心绞痛治疗方法时，研究人员发现，这种新药对试验研究中的一些健康志愿者有刺激勃起的副作用。这一发现为伟哥的诞生奠定了基础。
2006年，总部位于Merthyr Tydfil的发明家Howard Stapleton开发出了曾在手机铃声里风靡一时的Teen Buzz技术。

## 威尔士语
在1891年的英国人口普查中，默瑟尔人口中68.4%的人说威尔士语，占总人口110 569人中的75 067人。到1911年人口普查时，这一数字已降至50.9%，即74,596人中的37,469人。2011年英国人口普查显示，8.9%的梅瑟尔人口讲威尔士语。

## 工业遗产
Merthyr拥有悠久而多样的工业遗产，是工业革命的所在地之一（见上文历史）。自第二次世界大战结束后，随着附近历史悠久的矿场、钢铁厂和炼铁厂的关闭，大部分工业遗产已经衰落。尽管最近的情况有所改善，但该镇的一些地方仍然处于经济落后的状态，有相当一部分人长期失业。2006年，第四频道的一个系列节目将Merthyr Tydfil列为英国第三差的居住地。在2007年的同一系列节目中，Merthyr的排名提高到了第五差。

## 露天矿
2006年，在默瑟尔以东的一个大型露天煤矿被批准，正式成为Ffos-y-fran露天铁矿的一部分，该矿将在15年内开采1000万吨煤炭。

## 宗教

### 英国圣公会
在19世纪，默瑟尔被认为是一个“不从国教者”的据点，但从1920年代起，教堂迅速衰落，现在大部分教堂已经关闭。
这里的人口中，只有不到10%的人参加了圣公会的教会。其中包括约翰-格里菲斯（John Griffith），他从1858年开始担任默瑟尔的主教，直到1885年去世。格里菲斯之前曾是阿伯代尔（Aberdare）的执政者，在那里，他向编写1847年教育报告的专员提供的证据引起了争议。然而，随着时间的推移，他的观点变得更加温和。Griffith搬到Merthyr Tydfil后，他接手了一个比Aberdare大得多、更成熟的教区。然而，由于他支持解散教区，他在教会当局中并不受欢迎。1883年7月，他说："多年来我一直坚信，除了解散教会，即教会与国家的分离，没有什么可以改革威尔士的教会。
格里菲斯的葬礼据说有12,000到15,000人参加，报纸报道"我敢说，在王国的这个地方，没有人比约翰-格里菲斯牧师在他那个时代和那个时代更受欢迎了。" 在出席葬礼的不信教的牧师中，有他的老对手、阿伯代尔的托马斯-普莱斯博士。
另一位有影响力的人物是约翰-怀特爵士，他为圣约翰教堂的建造做出了巨大的贡献，圣约翰教堂是以其创始人和恩人的名字命名的。尽管圣约翰教堂的会众人数普遍较少，但圣约翰教堂却很兴旺：它每个星期天举行两场礼拜，其中两场用英语，两场用威尔士语，也有两场用威尔士语。这座教堂在对抗默瑟尔（Merthyr）的不服从计划中具有重要意义。然而，现在有计划将其改建为住宅楼，保留原有结构。

#### 不从派的建筑们
在十九世纪和二十世纪初，默瑟尔因有许多不守旧的礼拜场所而闻名于世，其中大多数都以威尔士语举行礼拜。最早的礼拜堂之一是Ynysgau，可以追溯到1749年。1967年，作为默瑟尔城镇改善计划的一部分，该教堂不幸被拆除。 Ynysgau的原始事业是由英国教会的各种"异教徒 "建立的，到十九世纪初，它被独立派（公理会派）收购。 其他早期的教堂是锡安和以西涅（浸信会）、佐尔和贝塞斯达（独立派）和庞特摩来（加尔文卫理公会）。

### 默瑟尔希伯来公会
Merthyr Tydfil在19世纪是威尔士最大的犹太人社区：全盛时期约有400名犹太人居住在该镇。随着犹太人口的增加，1848年Merthyr Hebrew公社成立，几年后在Cefn-Coed建立了一个公墓。犹太社区现在已经从镇上消失了。当它的男性犹太教徒人口不足10人时，宗教服务就停止了，这就是宗教服务的minyan（法定人数）。在20世纪80年代，有120年历史的犹太教堂被出售，它变成了一个基督教中心，然后变成了一个体育馆。2009年，前犹太教堂被批准改为公寓。

## 运输

### 铁路
1802年，Penydarren铁厂的主人Homfray委托工程师Richard Trevithick在Penydarren铁厂制造了一台高压蒸汽机，用来驱动锻造锤。在工程师里斯-琼斯的协助下，特雷维蒂克将发动机安装在轮子上，并将其变成了机车。1803年，Trevithick将机车的专利权卖给了Homfray。Homfray对Trevithick的机车印象深刻，于是他又与Crawshay打赌，这一次他以500吉尼的价格买下了Trevithick的蒸汽机车，说Trevithick的蒸汽机车可以沿着Merthyr Tydfil Tramroad从Penydarren（51°45′03″N 3°22′33″W）到Abercynon（51°38′44″N 3°19′27″W），距离9.75英里（15.69公里），可以运载10吨铁器。在公众的极大关注下，1804年2月21日，在4小时5分钟内，以2.4英里/小时（3.9公里/小时）的平均速度，成功地运送了11.24吨煤、5辆马车和70名人员，完成了全程的运输。除了霍姆弗雷、克劳希和乘客之外，其他目击者还包括特雷维西克的一位受人尊敬的赞助人吉迪先生和一位 "政府的工程师"。后者是一位安全检查员，他对锅炉的高蒸汽压力承受能力特别感兴趣。这为其他人发展Trevithick的想法开辟了道路，我们今天所知道的铁路可以说是在Merthyr Tydfil诞生的。
在默瑟尔今天，在特雷维蒂克机车纪念碑的后面，有一堵石墙，这是前Penydarren House围墙的唯一残余部分。在斯旺西国家海滨博物馆（National Waterfront Museum, Swansea）里有一个特雷维蒂克1804年的蒸汽动力铁路机车的全尺寸工作复制品。

### 道路
道路的改善吸引了人们前来居住然后通勤去卡迪夫等地上班，使得本地房价增长很快。

### 公共交通
定期有火车从Merthyr Tydfil火车站开往卡迪夫皇后街（Cardiff Queen Street）和卡迪夫中心（Cardiff Central）。2017年，卡迪夫的公共交通连接正在改善，Merthyr Tydfil汽车站位于镇中心北面，目前正在建设中，将其搬迁至靠近火车站的位置，并在天鹅街的前警察局和医疗中心旧址上建立一个交通枢纽。